# Future Wars
Future Wars ist ein Point-and-Click-Adventure des Softwareherstellers Delphine Software International. Es erschien 1989 für Commodore Amiga und den Atari ST. In Europa erschien es unter mit dem Untertitel Future Wars: Time Travellers, in Nordamerika als Future Wars: Adventures in Time. Es stellte die erste Zusammenarbeit von Programmierer Paul Cuisset mit dem Zeichner Éric Chahi dar.

## Handlung
Das Spieler beginnt als Fensterputzer an einem Hochhaus. Durch Zufall entdeckt er eine Zeitmaschine und reist ins 43. Jahrhundert. Die Menschen befinden sich dort in Konflikt mit Außerirdischen. Diese können den Schutzschild des Planeten nicht durchdringen und sabotieren daher Schlüsselereignisse auf der Erde.

## Technik
Delphine setzte auf eine im Vergleich zu zeitgleich erscheinenden Adventures stark vereinfachte Steuerung. Der Bildschirm war mit der Hintergrundgrafik voll ausgefüllt. Die Steuerung des Charakters erfolgte mit der Maus. Durch drücken der rechten Maustaste konnte ein Menü aufgerufen werden mit dem die Aktionsverben untersuchen, nimm, benutze, bediene und spreche ausgewählt werden konnten.

## Rezeption
Amiga Joker lobte die hochwertigen und teilweise animierten Grafiken sowie die realistische Geräuschkulisse. Der Schwierigkeitsgrad sei erhöht, aber nie unfair. Die Steuerung angenehm einfach. Für die Autoren des Aktuellen Software Marktes zeigten sich jedoch auch Schwächen: von den 6 Verben wurden im Spiel nur 4 wesentlich benutzt. Teils war die Spielfigur auf Landkarten schwer zu erkennen. Die Geschicklichkeit erforderlichen Quick-Time-Events wurden als genrefremd abgewertet. Die Konvertierung auf Atari ST wurde als gelungen bezeichnet.